# Isabella FitzRoy, Duquesa de Grafton
Isabella FitzRoy (nascida Isabella Bennet; c. 1668 — 7 de fevereiro de 1723)  foi uma nobre britânica. Ela herdou, entre outros, o título de suo jure 2.ª condessa de Arlington como sucessora de seu pai. Além disso, foi duquesa de Grafton pelo seu casamento com Henry FitzRoy, 1.º Duque de Grafton.

## Família
Isabella foi a única filha nascida de Henry Bennet, 1.º conde de Arlington e de Elisabeth van Nassau-Beverweerd. Seus avós paternos eram Sir John Bennet de Dawley e Dorothy Crofts. Seus avós maternos eram Luís de Nassau, Senhor de De Lek e Beverweerd, e Elisabeth, filha de Jean, conde de Hornes. Por parte mãe, Isabella era bisneta de Maurício, Príncipe de Orange, filho de Guilherme I, Príncipe de Orange.

## Biografia
Aos quatro anos de idade, Isabella casou-se com o duque Henry FitzRoy, de apenas nove anos, em 1 de agosto de 1672. Henry era um filho ilegítimo do rei Carlos II de Inglaterra e de sua amante, Barbara Palmer, 1.ª Duquesa de Cleveland. 
Em 16 de agosto de 1672, ela recebeu o título de condessa de Euston, e em 11 de setembro de 1675, tornou-se duquesa de Grafton.
Mais tarde, eles se casaram novamente em uma cerimônia religiosa no dia 6 de novembro de 1679. Tiveram apenas um filho, Charles FitzRoy, 2.º Duque de Grafton.

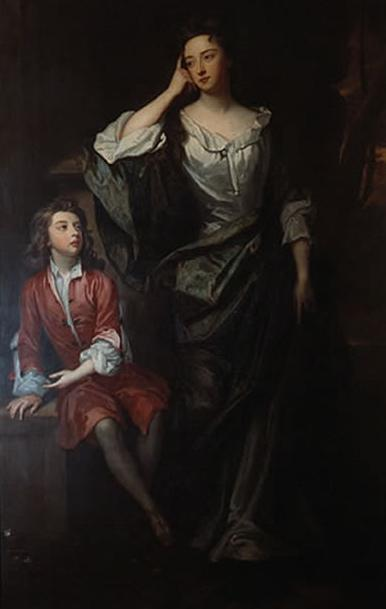
Isabella com seu filho, Charles.

Em 28 de julho de 1865, ela sucedeu ao título de condessa de Arligton, 2.ª baronesa Arlington, e 2.º viscondessa Thetford, em Norfolk.
A condessa foi pintada por Godfrey Kneller como uma das Beldades de Hampton Court.
Em 1690, a duquesa ficou viúva após a morte do marido devido a um ferimento recebido no Cerco de Cork, na Irlanda.
Ela permaneceu viúva até os 30 anos, quando tornou-se esposa de Sir Thomas Hanmer, o futuro 4.º baronete Hanmer, na data de 14 de outubro de 1698. Ele era filho de William Hamner e de Peregrine North. Contudo, não teve filhos com ele.
A condessa faleceu em 7 de fevereiro de 1723, com cerca de 55 anos.

## Descendência
De seu primeiro casamento:
- Charles FitzRoy, 2.º Duque de Grafton  (25 de outubro de 1683 – 6 de maio de 1757), sucessor de seus pais e Lorde Tenente da Irlanda de 1720 a 1724. Foi marido de Henrietta Somerset, com quem teve sete filhos.

## Títulos e estilos
- 1668 – 22 de abril de 1672: A Honorável Isabella Bennet
- 22 de abril de 1672 – 1 de agosto de 1672: A Senhora Isabella Bennet
- 16 de agosto de 1672 – 11 de setembro de 1675: A Muito Honorável A Condessa de Euston
- 11 de setembro de 1675 – 14 de outubro de 1698: Sua Graça A Duquesa de Grafton
- 28 de julho de 1865 – 7 de fevereiro de 1723: A Muito Honorável A Condessa de Arlington
- 14 de outubro de 1698 – 7 de fevereiro de 1723: Senhora Hanmer